# 릭 카르스도르프
릭 카르스도르프(네덜란드어: Rick Karsdorp, 1995년 2월 11일 ~)은 네덜란드의 축구 선수로, 현재 네덜란드 에레디비시의 PSV 에인트호번 소속이다. 포지션은 라이트 백이다.